# Volga (Iowa)
Volga é uma cidade localizada no estado americano de Iowa, no Condado de Clayton.

## Demografia
Segundo o censo americano de 2000, a sua população era de 247 habitantes.
Em 2006, foi estimada uma população de 231, um decréscimo de 16 (-6.5%).

## Geografia
De acordo com o United States Census Bureau tem uma área de
2,0 km², dos quais 2,0 km² cobertos por terra e 0,0 km² cobertos por água. Volga localiza-se a aproximadamente 308 m acima do nível do mar.

## Localidades na vizinhança
O diagrama seguinte representa as localidades num raio de 16 km ao redor de Volga.